# Alison Barros Moraes
Alison Barros Moraes (30 juni 1982) is een voormalig Braziliaans voetballer.

## Carrière
Alison speelde tussen 2002 en 2007 voor Ulsan Hyundai, Daejeon Citizen, Marília en Omiya Ardija.